# Aeroportul Prentice
Aeroportul Prentice (IATA: PRW, FAA LID: 5N2) este un aeroport din Prentice⁠(d), Comitatul Price, Wisconsin, Wisconsin, Statele Unite ale Americii ce deservește zona Prentice⁠(d). A fost numit după zona deservită.
Situat la o altitudine de 481 m, aeroportul dispune de 1 pistă.

## Infrastructură

### Piste
Aeroportul dispune de o singură pistă. Pista 09/27 are suprafața de asfalt și dimensiunile 3.250 picioare × 60 picioare. 